# 索姆佩塔
索姆佩塔（Sompeta），是印度安得拉邦Srikakulam县的一个城镇。总人口17390（2001年）。

## 人口
该地2001年总人口17390人，其中男性8590人，女性8800人；0—6岁人口1932人，其中男1001人，女931人；识字率63.21%，其中男性为72.46%，女性为54.18%。